# André Luís (ur. 1959)
André Luís, właśc. André Luís dos Santos Ferreira (ur. 21 października 1959 w Porto Alegre) – piłkarz brazylijski, występujący na pozycji środkowego obrońcy.

## Kariera klubowa
Zawodową karierę piłkarską André Luís rozpoczął w klubie SC Internacional w 1978 roku. W Internacionalu 23 lutego 1980 w przegranym 1-2 meczu z AO Itabaiana André Luís zadebiutował w lidze brazylijskiej. Z Internacionalem pięciokrotnie zdobył mistrzostwo stanu Rio Grande do Sul – Campeonato Gaúcho w 1978, 1981, 1982, 1983 i 1984. W latach 1986–1997 był zawodnikiem Coritiby. Z Coritibą zdobył mistrzostwo stanu Parana – Campeonato Paranaense w 1986 roku.
W latach 1987–1988 i 1989 był zawodnikiem São José EC, a 1988–1989 Bangu AC. W barwach Bangu André Luís wystąpił ostatni raz w lidze brazylijskiej 18 grudnia 1988 w przegranym 1-0 meczu z Portuguesą São Paulo. Ogółem w latach 1980–1988 w I lidze wystąpił w 88 meczach, w których strzelił 9 bramek. W późniejszych latach występował w prowincjonalnych klubach. Karierę zakończył w Catanduvie w 1995 roku.

## Kariera reprezentacyjna
André Luís występował w olimpijskiej reprezentacji Brazylii. W 1984 roku uczestniczył w Igrzyskach Olimpijskich w Los Angeles na których Brazylia zdobyła srebrny medal. Na turnieju André Luís wystąpił we pięciu meczach reprezentacji Brazylii z Arabią Saudyjską, RFN, Kanadą, Włochami i w finale z Francją.